# Stilijana Nikolova
Stilijana Nikolova (in bulgaro Стилияна Николова?; Il Cairo, 22 agosto 2005) è una ginnasta bulgara, campionessa europea all-around del 2024.

## Biografia
Nikolova è nata il 22 agosto 2005 a Il Cairo, capitale dell'Egitto. Suo padre, Ilija Djakov, è un ex calciatore attivo nel campionato bulgaro e membro della formazione bulgara nel mondiale di calcio in Messico, mentre sua madre, Paulina Kratseva, è un'ex ginnasta, membro della nazionale bulgara e campionessa all-around ai mondiali del 1985. Stilijana ha una sorella maggiore, Paola, e un fratello, Denis.
Fin da giovanissima, ha trascorso tutto il suo tempo ad allenarsi insieme alla madre e alla sorella maggiore, che lavorano entrambe come allenatrici di ginnastica ritmica in Egitto. Si è trasferita da sola in Bulgaria nel 2018 all'età di 13 anni per unirsi alla squadra nazionale bulgara. Stilijana Nikolova parla lingue: arabo, bulgaro, inglese e russo.

## Carriera

### Junior
Nel 2019 fa il debutto ai campionati bulgari juniores, vincendo la medaglia d'oro nel concorso generale oltre alle finali di palla e nastro, e la medaglia d'argento nelle finali di fune e clavette. Nello stesso anno partecipa ai campionati mondiali juniores di Mosca, classificandosi ottava nella competizione a squadre e sedicesima nella prova con le clavette.
Nel 2020 si conferma nuovamente campionessa nazionale juniores bulgara all-around, vincendo anche l'oro con palla, clavette e nastro e una medaglia di bronzo con la corda. Più tardi, al Trofeo Internazionale di Mosca, si è classificata seconda nella prova a squadre con la compagna Eva Brezalieva. Successivamente vince la medaglia d'oro nell'all-around al Torneo Internazionale di Corbeil-Essonnes, in Francia. Nella finale si è classificata al primo posto con la corda e la palla e al terzo posto con il nastro. A novembre, in piena pandemia di COVID-19, prende parte ai campionati europei juniores a Kiev, in Ucraina, raggiungendo la finale in due attrezzi. In finale la Nikolova ottiene la medaglia d'oro con il nastro e la medaglia d'argento con la palla.

### Senior

#### 2022

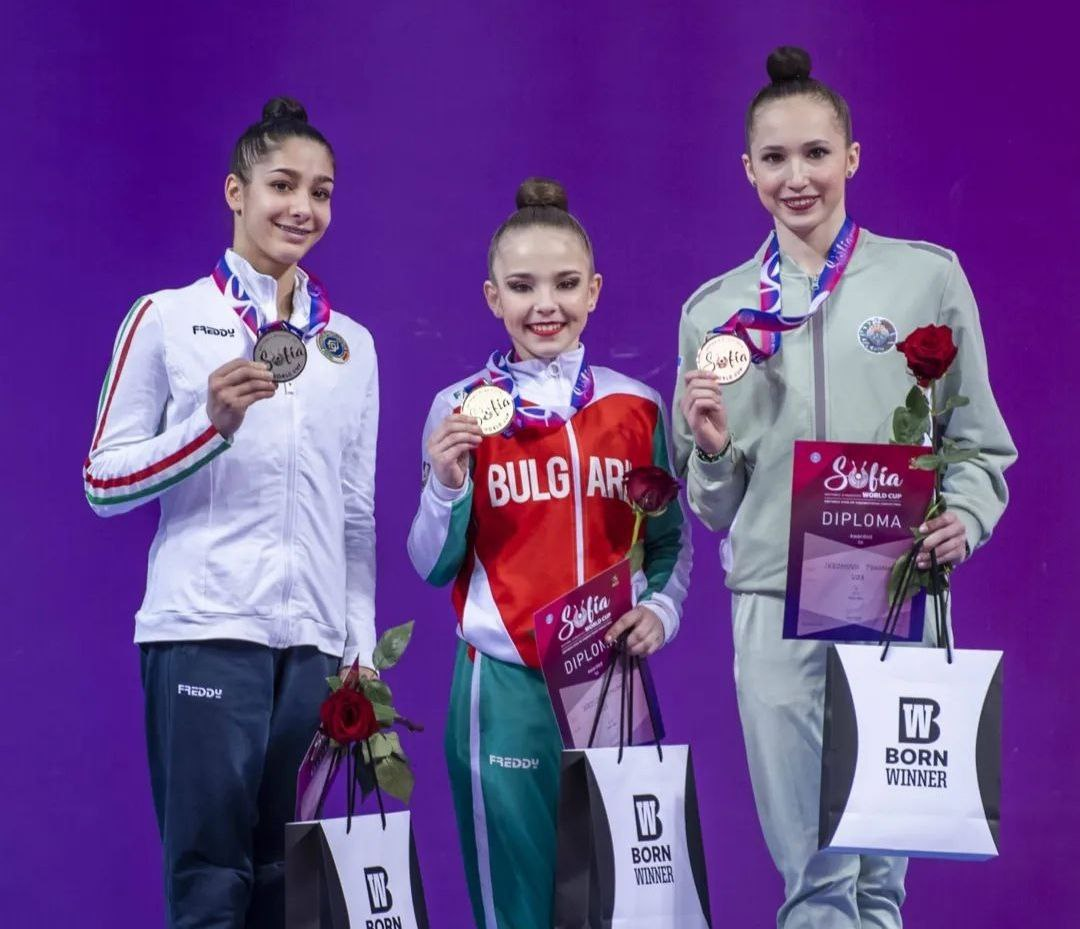
Stilijana Nikolova al centro con la medaglia d'oro vinta alla Coppa del Mondo di Sofia 2022 insieme a Sofia Raffaeli, a sinistra (seconda), e Takhmina Ikromova, a destra (terza).

Nella stagione 2022, partecipa al Grand Prix Marbella 2022, dove vince il bronzo all-around. Si è qualificata per tre finali di attrezzi, vincendo l'oro nel cerchio e nelle clavette e prendendo l'argento nella finale di palla. Un mese dopo, dall'8 al 10 aprile, gareggia alla Coppa del Mondo di Sofia, dove si è posizionata terza nell'all-around, alle spalle dell'italiana Sofia Raffaeli e della connazionale Borjana Kalejn. Nelle finali di specialità, ottiene l'oro nelle clavette e l'argento nel nastro. A maggio prende parte al World Challenge Cup di Pamplona dove ottiene una medaglia d'argento nell'all-around, mentre nelle finali di specialità ottiene l'oro nelle clavette e argento nella palla. Dal 3 al 5 giugno, ha gareggiato alla Coppa del Mondo a Pesaro, dove si è classificata terza nell'all-around e si è qualificata per tre finali di attrezzi, vincendo medaglie di bronzo con clavette e palla e argento nel cerchio.
Dal 15 al 19 giugno prende parte ai Campionati Europei 2022 a Tel Aviv, Israele, dove vince l'oro come parte della squadra bulgara e il bronzo nel concorso generale. Dal 26 al 28 agosto, partecipa alla World Challenge Cup a Cluj-Napoca dove vince l'argento nel concorso generale. Nelle finali di specialità vince due medaglie nelle finali degli attrezzi: oro nelle clavette e bronzo nel cerchio.
Nikolova viene selezionata per competere ai Campionati mondiali di ginnastica ritmica del 2022, a Sofia, Bulgaria, insieme alla compagna di squadra Borjana Kalejn. A settembre, durante le qualificazioni, ottiene l'accesso per la finale all-around e per tre finali di attrezzi. Nella finale generale si classifica al terzo posto, mentre nelle finali di specialità, ottiene l'argento in tutti e tre gli attrezzi: cerchio, clavette e nastro. Al netto di tutte le medaglie ottenute a Sofia, la Nikolova ottiene anche una quota olimpica per la Bulgaria.

#### 2023
La stagione 2023 della Nikolova inizia con il Grand Prix Miss Valentine a Tartu, in Estonia, dove si è classificata seconda nel concorso generale e si è qualificata per le finali di palla, clavette e nastro. Nelle finali di specialità ottiene l'oro sia nella prova cona la palla che nella prova con le clavette.
Qualche settimana dopo, dal 9 al 10 marzo, ha gareggiato al Grand Prix di Marbella, dove ha vinto l'argento nel concorso generale. Nikolova si è qualificata per tutte e quattro le finali degli attrezzi, vincendo l'oro nella palla e nelle clavette e il bronzo nel cerchio e nel nastro.
Nei giorni seguenti prende parte alla Coppa del Mondo di Atene, in Grecia, classificandosi seconda nella gara all-around, prima nella palla e terza nel nastro. Alla successiva Coppa del Mondo a Sofia, vince la medaglia d'oro nella gara generale, classificandosi in tutte e quattro le finali di specialità, vincendo altre tre medaglie d'oro nel cerchio, palla e clavette. Due settimane dopo alla Coppa del Mondo di Baku, si ripete vincendo di nuovo l'oro nel concorso generale e l'oro nelle finali di specialità nel cerchio, nelle clavette e nel nastro.
Viene selezionata per competere ai campionati europei di ginnastica ritmica del 2023, a Baku, in Azerbaijan. Si è qualificata al primo posto per la finale all-around e anche per tre finali di attrezzi. Nella finale all-around si classifica al terzo posto, vincendo il bronzo, ripetendo il suo risultato dell'anno precedente. Il giorno successivo, nelle finali di specialità, ha vinto anche l'argento con la palla e il bronzo con il nastro.
Ai Campionati del mondo del 2023, Nikolova è arrivata quarta nella finale all-around dopo diversi errori. Ha avuto un calo nella sua routine con la palla e non ha sentito il segnale per iniziare la sua routine con il nastro in tempo; alla ripresa, aveva un nodo nel suo nastro. Tuttavia, lei e il resto delle ginnaste bulgare hanno vinto il primo posto nella competizione a squadre. Si è anche qualificata per le finali di specialità nel cerchio e nella palla. Sebbene si sia classificata all'ottavo posto nella finale del cerchio, ha vinto il bronzo con la palla alle spalle della tedesca Darja Varfolomeev e dell'italiana Sofia Raffaeli.

#### 2024

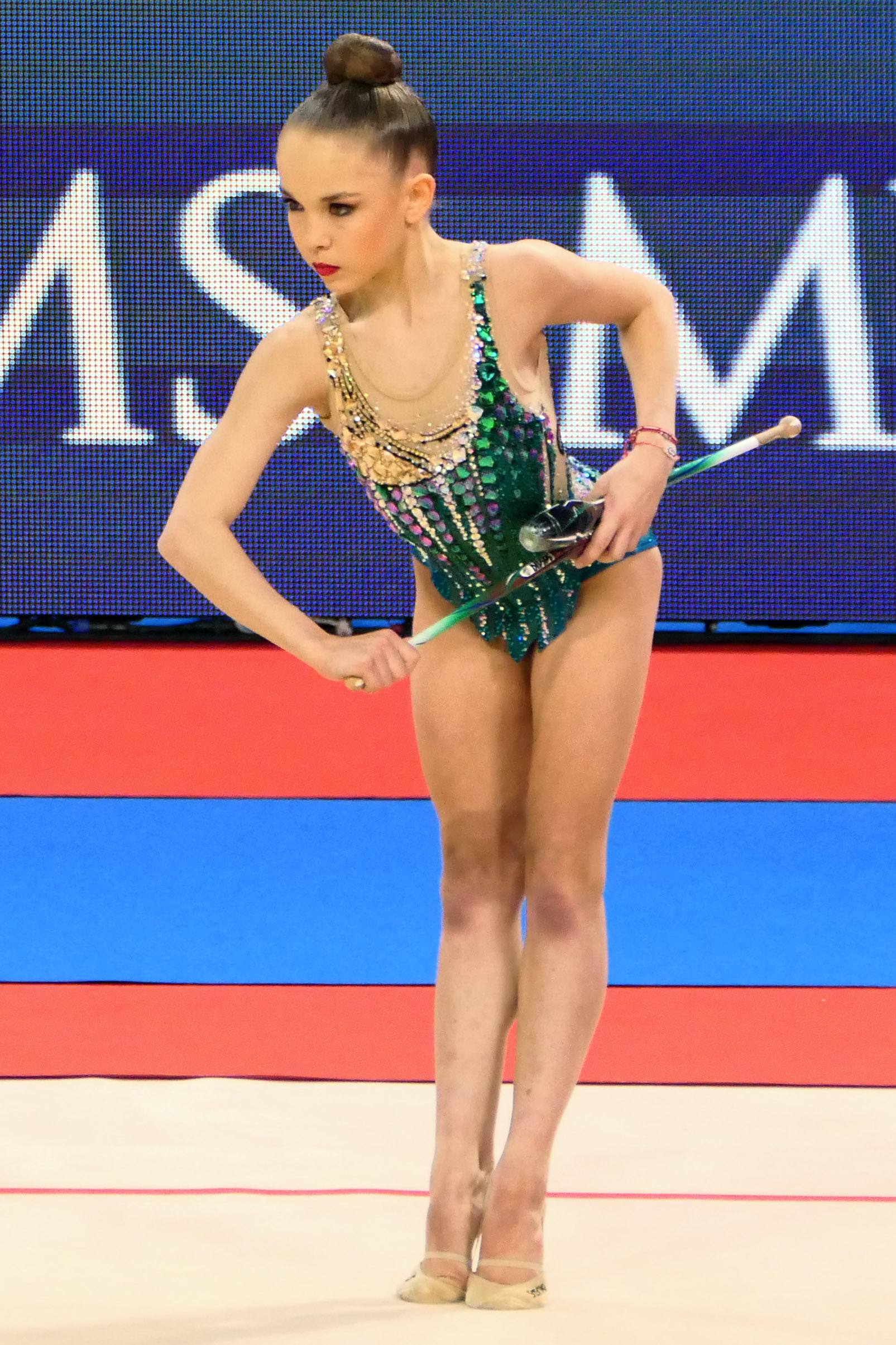
Nikolova in pedana durante le qualificazioni alla Coppa del Mondo 2024 a Sofia.

A marzo ha preso parte alla fase del Grand Prix a Marbella, in Spagna. Si è classificata al primo posto nel concorso generale davanti all'uzbeka Takhmina Ikromova e alla campionessa del mondo della stagione precedente, la tedesca Varfolomeev. Successivamente, nelle finali di specialità, ha ottenuto la medaglia d'oro nelle gare con le clavette e con il nastro. Ad aprile, prende parte alla Coppa del Mondo tenutasi a Sofia, capitale della Bulgaria. Nella finale all-around ottiene la medaglia d'argento dietro la connazionale bulgara Borjana Kalejn e davanti all'israeliana Daria Atamanov. La Nikolova riesce a qualificarsi anche in tre attrezzi: cerchio, palla e nastro. Nella finale di specialità con la palla, Stilijana Nikolova, ha vinto la medaglia d'oro ottenendo il punteggio più alto finora assegnato in base al Codice dei punteggi 2022-2024. Negli altri due attrezzi, si aggiudica un'altra medaglia d'oro nel nastro e l'argento nel cerchio. Entrambe le atlete bulgare hanno espresso gratitudine per il pubblico di casa che le ha sostenute e hanno dichiarato che mirano a vincere l'oro alle prossime Olimpiadi estive del 2024.
Ha successivamente partecipato alla prima Coppa Europea di ginnastica ritmica, che aveva un insolito formato a eliminazione diretta per la finale all-around. È stata la prima vincitrice dell'evento e ha espresso interesse per il nuovo formato di competizione.
Ai campionati europei 2024 svoltosi a Budapest, in Ungheria, la Nikolova ha vinto il suo primo titolo europeo all-around davanti a Raffaeli e Varfolomeev. Nelle finali di specialità ottiene la medaglia d'argento nella finale del cerchio, e si è classificata quarta nella finale del nastro e quinta nella finale della palla.
Ad agosto, prende parte alle Olimpiadi estive di Parigi. Nel turno di qualificazione, ha commesso diversi errori nelle sue routine, in particolare nelle routine delle clavette, dove ha lasciato cadere il suo attrezzo due volte. Ha concluso all'11º posto, non ottenendo l'accesso alla finale, sebbene fosse la prima riserva.

## Palmarès
In carriera ha ottenuto i seguenti risultati:
Mondiali
Individuale
- Argento nel cerchio a Sofia 2022
- Argento nelle clavette a Sofia 2022
- Argento nel nastro a Sofia 2022
- Bronzo all-around a Sofia 2022
- Bronzo nella palla a Valencia 2023

A squadre
- Oro a Valencia 2023

Europei
Individuale
- Bronzo all-around a Tel Aviv 2022
- Argento nella palla a Baku 2023
- Bronzo all-around a Baku 2023
- Bronzo nel nastro a Baku 2023
- Oro all-around a Budapest 2024
- Argento nel cerchio a Budapest 2024

A squadre
- Oro a Tel Aviv 2022
- Oro a Baku 2023
- Oro a Budapest 2024

Coppa Europa
Individuale
- Oro all-around a Baku 2024

A squadre
- Oro a Baku 2024

 Altri risultati 
Europei giovanili
Individuale
- Oro nel nastro a Kiev 2020
- Argento nella palla a Kiev 2020

A squadre